# ネチン
ネチン（満州語：ᠨᡝᠴᡳᠨ、転写：necin、漢字:訥親、? - 乾隆10年（1745年））は満洲鑲黄旗出身の清朝の政治家であり、清朝の兵部尚書、大学士、軍機大臣を務めた人物。鈕祜禄（ニオフル）氏の出身で、後金開国の功臣額亦都（エイドゥ）の曾孫で、エビルンの孫であり、父は尹徳（インデ）。ナチンはその次男である。乾隆帝の妃嬪順貴人の父である愛必達（アイビダ）は弟。

## 経歴
雍正5年（1727年）、二等公の爵位を継ぎ、散秩大臣に任じられた。同年9月、御前大臣となり、誠実かつ清廉な人柄が評価され、「彼の邸宅の門には大きな獰猛な犬が繋がれており、馬車の跡はまったく見られなかった」と記されるほど質素な生活を送っていたため、雍正帝に重用された。内大臣を務めたこともあった。
雍正11年（1733年）、軍機大臣に昇進し、機密業務に関与した。
乾隆帝が即位すると、ネチンは政務を総理する役割を担い、一等公に昇格した。乾隆帝は彼を「第一の功臣」と称えた。
乾隆2年（1737年）正月庚子（旧暦1月）、那蘇図（ナソトゥ）に代わって兵部尚書に就任し、その後、吏部尚書に異動。兵部尚書の職は鄂善（オシャン）が引き継いだ。
乾隆10年（1745年）、保和殿大学士に就任。
乾隆13年（1748年）、大小金川の戦い）を指揮。しかし、ネチンには軍事経験がなく、遠く離れた陣営から指揮を執ったため、戦局を見誤った。また、張広泗と不仲であったことも影響し、当初は勝利したものの、その後敗北。戦局を打開できず、持久戦に持ち込むしかなくなり、朝廷に3万の増援を要請したが、結果的に戦費が膨らむ事態を招いた。これにより、乾隆帝はネチンに完全に失望し、新たにフヘンを派遣し、戦局を指揮させた。
乾隆14年（1749年）、乾隆帝の命令によりネチンは北京へ護送され、祖父・エビルンの遺した刀を与えられ、自害を命じられた。